# 女士之境
《女士之境》（The Lady's Realm）是英国女性杂志，从1896年发行至1914年，最后停止发行于1915年。它主要面向上流社会以及中产阶级读者，其中玛丽·科雷利（Marie Corelli） 、 弗朗西斯·霍奇森·伯内特 、杰克·伦敦和H·G·威尔斯等著名作家都是此杂志的忠实读者。杂志内容会定期报道伦敦时装季，以及刊登社会人物和名媛的时尚照片，同时杂志也有设置时尚潮流专栏，讨论巴黎和伦敦的时尚潮流。该杂志的时尚编辑是玛丽安·普里查德（Marian Pritchard）。
该杂志的目标读者是对教育、健康、独立和就业有开明想法的“新女性”，因此比许多当代出版物更为成功，在美国，英国和加拿大都创下高销售量，并且该杂志还是英国公共图书馆女性阅览室的主要读物。但很少有人知道《女士之境》的出版历史，因为许多历史记录都在伦敦闪电战中被摧毁，并且一战的发生或许导致了它的停刊。

## 历史
《女士之境》的出版历史不太为人所知，因为其发行商哈钦森的许多记录都在伦敦闪电战中被摧毁。根据所剩历史记录第一期出版于1896年11月，第一位编辑是威廉·亨利·威尔金斯（William Henry Wilkins），他是一位颇有成就的小说家，负责监督该出版物在1896年至1902年之间的主要编辑。尽管经验不足，但是威尔金斯认識身為社会家和探险家的理查德·弗朗西斯·伯顿和他的妻子伊莎贝尔·伯顿（Isabel Burton），他们给予威尔金斯很多内容编辑上的帮助。威尔金斯在1905年去世后，《女士之境》写道：“公众几乎不知道杂志的早期成功有多少归功于他，此后在文坛上崭露头角的投稿人中没有几个人感谢他，仅仅是把他们的成功归功于是脚踏上了阶梯的第一梯仅此而已。”威尔金斯去世后主编的位置迟迟没人接任，玛格丽特·韦斯泰格和同事们在《女士之境》杂志上发表职缺公告，但都没有合适的人选。在1902年后，该杂志的探讨角度和风格与刚创刊一样没有变化，虽然该杂志主要以女性作家和女性题材为主，但其编辑多数是男性。
首次发行时，有超过29种针对女性的出版物。《评论》杂志（Review of Reviews）在1896年发行第一期杂志后，便将其称为“今年创刊的最受欢迎的杂志之一”。这本图文并茂的月刊杂志 ，单价仅售六便士（对于中产阶级读者来说足够便宜）。典型的一期杂志有120页高质量的光面纸，它在英国，美国和加拿大的销量相当不错。该杂志可在遍布全英的公共图书馆的女性阅览室找到 。 
该杂志由英国印刷商Hazell, Watson and Viney制作 。它的所有者之一沃尔特·哈泽尔（Walter Hazell）是社会改革者和妇女选举权的支持者。Hazell, Watson and Viney是一家成功的公司，还制作了《妇女的信号》和《'妇女宪报》，其中以女性的政治和经济主题为特色。《女士之境》的成功使它从1896年到1915年保持出版十八年，比许多其他当代女性期刊要长得多。 从1896年11月至1914年10月，共生产了36卷（最终卷可能于1915年发布）。尚不知道它为什么会停刊，尽管Versteeg和她的同事推测第一次世界大战可能是一个原因，其他当代出版物，例如《 年轻女子》（1891-1914）和《女孩的境界》（1892-1915）也是如此。

## 内容
该杂志针对高端受众，针对“有志向的中产阶级和上层阶级读者”。它也是最早吸引女性房主的杂志之一。 《女士之境》刊登特色诗歌，版画和照片，以及诸如Marie Corelli，法蘭西絲·霍森·柏納特，Violet Fane和Mary Elizabeth Braddon等著名作家的专栏。其他作者包括杰克·伦敦， H·G·威尔斯和玛丽·埃莉诺·威尔金斯·弗里曼。小说以短篇小说和连载的形式在该杂志的整个发行期间发行，并在发行中占据相当大的比例。因为面向女性受众，女性投稿略高。小说的类型各不相同，从浪漫主义、家庭叙事到幻想和社会政治故事都有涉及。该出版物的目标读者是对教育，健康，独立和就业具有开明的思想“ 新女性 ”。维多利亚时代学者凯瑟琳·莱德贝特（Kathryn Ledbetter）指出，该杂志是当时成功地向新女性推销通俗小说的一本手册......贯穿19世纪90年代后期，它在散文、插图、小说和诗歌中提供了许多关于这一说法的例子。
《女士之境》在刊登各种宫廷和社会新闻的同时，还刊登了一些关于饮食、家务、以及女性读者赚钱的方法等日常生活的文章。它涵盖了伦敦时装季 ，展示了重要的社会人物和名媛的照片。它声称每期都刊登500幅以上的插图。戏剧和小说、诗歌和时尚报道也是该杂志的固定主题。《女士之境》时尚编辑玛丽安·普里查德经常定期撰写关于伦敦和巴黎时尚趋势的文章，并推荐读者可以购买的地点。虽然杂志仍然以时尚和美容为主题，但也鼓励女性从事音乐、艺术、商业和磨坊等方向的职业，该杂志相对稳定地保持了不同主题的融合，尽管它逐渐对不同主题的比例做了一些小的改变，例如后来对贵族的关注度降低，而更多地关注神职人员和总督的生活。
《女士之境》名人新闻的来源。Ledbetter写道，该杂志继承了《女人的世界》中的“女性名人概念”，该书是由奥斯卡·王尔德早期编辑出版的。它刊登了女演员和贵族的影楼照片，其中包括许多成年后嫁给贵族的女演员。英国王室是常客。该杂志的第一期刊物包括一篇有关威尔士王妃童年的文章和照片，该刊物定期报道维多利亚女王的家人的动向。